# 영섬

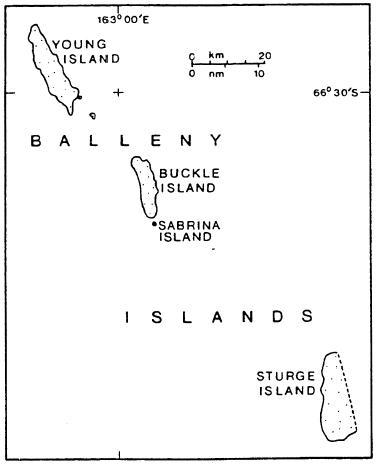

영섬 또는 영아일랜드(영어: Young Island)는 남극해에 위치한 무인(無人) 발레니제도의 3개의 주요 섬들 중 최북단, 최서단에 위치한 섬이다. 버클섬에서 북서쪽으로 8킬로미터 떨어진 곳에 위치한다.
이 섬은 거의 반난형 모양이며 긴 동쪽 해안과 굽은 서쪽 해안이 남쪽 스코어즈비곶, 북쪽 엘스워스곶과 만난다. 이 곳 사이의 거리는 22마일이며 가장 넓은 거리는 4.6마일이다. 이 섬은 분기공이 있는 화산섬으로, 그 높이는 1,340미터에 달한다. 온전히 눈으로 덮여있다.

## 참고 자료
- LeMasurier, W. E.; Thomson, J. W. (eds.) (1990). 《Volcanoes of the Antarctic Plate and Southern Oceans》. American Geophysical Union. 512 pp쪽. ISBN 0-87590-172-7.

1. ↑  미국 지질조사국 지명 정보 시스템:  Young Island